# Agnė Grudytė
Agnė Grudytė (* 9. Juli 1986 in Šiauliai, LiSSR, Sowjetunion) ist eine litauische Schauspielerin und Fernsehmoderatorin.

## Leben
Grudytė wurde am 9. Juli 1986 in der litauischen Stadt Šiauliai geboren, wohnte aber regelmäßig bei Verwandten im Dorf Kaltinėnai. Während ihrer Kindheit nahm sie an Gesangswettbewerben teil und sang später im Ensemble En-den-du unter der Leitung von Vadim Kamrazer. Wie sie später behauptete, war ihr Idol Sänger Robbie Williams. Neben dem Singen lernte Grudytė auch Musikinstrumente zu spielen: Kanklės und Klavier. Sie besuchte an der Universität Šiauliai zuerst die Sportfakultät, nach ihrem dortigen Abschluss wechselte sie an die Kunstfakultät, die sie ebenfalls erfolgreich abschloss.
Ab 2009 übernahm sie eine Rolle in der Fernsehserie Naisiu vasara auf dem Sender TV3 Lithuania. Ihre dortige Rolle und die Hauptrolle im 2013 erschienenen Spielfilm Single Valentine, etablierten sie als Schauspielerin und aufgrund freizügiger Szenen in beiden Rollen erhielt sie schon bald in Litauen Sexsymbol-Status. 2016 übernahm sie im Katastrophenfilm Final Take-Off – Einsame Entscheidung die weibliche Hauptrolle.
Im Alter von 22 Jahren heiratete Grudytė das erste Mal. Aus dieser Ehe stammte eine Tochter. Heute ist sie in zweiter Ehe verheiratet.

## Filmografie (Auswahl)
- 2009–2015: Naisiu vasara (Fernsehserie)
- 2013: Single Valentine (Valentinas vienas)
- 2014: Inspektorius Mazylis (Fernsehserie)
- 2016: Final Take-Off – Einsame Entscheidung (Ekipazh/Экипаж)
- 2016–2017: The Sniffer (Nyukhach) (Fernsehserie)
- 2017: Meile gydo (Fernsehserie)
- 2018: Aldebaran (Kurzfilm)
- 2021: Max Anger - With One Eye Open (Fernsehserie)